# Liste der Internationalen Meister (Verleihung 1979)
Die Liste der Internationalen Meister des Jahres 1979 führt alle Schachspieler auf, die im Jahr 1979 vom Weltschachbund FIDE den Titel Internationaler Meister erhalten haben. 14 der 37 geehrten Spieler erreichten später den Großmeistertitel.

## Legende
Die Tabelle enthält folgende Angaben:
- Name: Nennt den Namen des Spielers.
- Land: Nennt das Land, für das der Spieler 1979 spielberechtigt war.
- Lebensdaten: Nennt das Geburtsjahr und gegebenenfalls das Sterbejahr des Spielers.
- GM: Gibt für Spieler, die später zum Großmeister ernannt wurden, das Jahr der Verleihung an.

## Liste
| Name                          | Land               | Lebensdaten | GM   |
| ----------------------------- | ------------------ | ----------- | ---- |
| Vitomir Arapović              | Jugoslawien        | 1951        |      |
| Jorge Enrique Armas Gutiérrez | Kuba               | 1959        |      |
| Jón Loftur Árnason            | Island             | 1960        | 1986 |
| Ján Báňas                     | Tschechoslowakei   | 1947–2024   |      |
| Jacek Bielczyk                | Polen              | 1953        |      |
| Ioan Biriescu                 | Rumänien           | 1953        |      |
| Javier Campos Moreno          | Chile              | 1959        | 2005 |
| Camille Coudari               | Kanada             | 1951        |      |
| John Fedorowicz               | Vereinigte Staaten | 1958        | 1986 |
| Nick de Firmian               | Vereinigte Staaten | 1957        | 1985 |
| Gildardo García               | Kolumbien          | 1954        | 1992 |
| Jordan Grigorow               | Bulgarien          | 1953–1999   |      |
| Attila Grószpéter             | Ungarn             | 1960        | 1986 |
| Ivan Hausner                  | Tschechoslowakei   | 1952–2023   |      |
| Knut Jøran Helmers            | Norwegen           | 1957–2021   |      |
| Carsten Høi                   | Dänemark           | 1957        | 2001 |
| Gert Iskov                    | Dänemark           | 1948        |      |
| Lars Karlsson                 | Schweden           | 1955        | 1982 |
| Garri Kasparow                | Sowjetunion        | 1963        | 1980 |
| Jens Kristiansen              | Dänemark           | 1952        | 2012 |
| Andrzej Łuczak                | Polen              | 1948        |      |
| Georgios Makropoulos          | Griechenland       | 1953        |      |
| Agop Merdinjan                | Bulgarien          | 1949        |      |
| Walter Morris                 | Vereinigte Staaten | 1958        |      |
| Kemal Osmanović               | Jugoslawien        | 1941        |      |
| John Peters                   | Vereinigte Staaten | 1951        |      |
| Eduard Prandstetter           | Tschechoslowakei   | 1948        |      |
| Bruce Rind                    | Vereinigte Staaten | 1953        |      |
| Antonio Rocha                 | Brasilien          | 1944        |      |
| Władysław Schinzel            | Polen              | 1943        |      |
| Yasser Seirawan               | Vereinigte Staaten | 1960        | 1980 |
| Paul van der Sterren          | Niederlande        | 1956        | 1989 |
| János Tompa                   | Ungarn             | 1947        |      |
| Miroslaw Tontschew            | Bulgarien          | 1951        |      |
| Reynaldo Vera                 | Kuba               | 1961        | 1988 |
| John L. Watson                | Vereinigte Staaten | 1951        |      |
| John van der Wiel             | Niederlande        | 1959        | 1982 |